# Bomba de cobalto
Uma bomba de cobalto é um tipo de arma nuclear projetada para produzir quantidades aumentadas de precipitação radioativa, destinada a contaminar uma grande área com material radioativo, potencialmente para fins de guerra radiológica, destruição mútua assegurada ou como dispositivos apocalípticos.

## História
O conceito de bomba de cobalto-60 foi originalmente descrito em um programa de rádio do físico Leó Szilárd em 26 de fevereiro de 1950. Sua intenção não era propor que tal arma fosse construída, mas mostrar que a tecnologia de armas nucleares logo chegaria ao ponto em que poderia acabar com a vida humana na Terra, um dispositivo apocalíptico.
O teste da Operação Antler pelos britânicos no local de testes de Tadje, na cordilheira de Maralinga, na Austrália, em 14 de setembro de 1957, testou uma bomba usando pelotas de cobalto como traçador radioquímico para estimar o rendimento. Isso foi considerado um fracasso e o experimento não foi repetido. Na Rússia Soviética, o teste nuclear triplo "taiga", como parte do projeto preliminar do Canal Pechora-Kama de março de 1971, produziu quantidades relativamente altas de cobalto-60 (60Co ou Co-60) a partir do aço que cercava os dispositivos, sendo que este produto de ativação de nêutrons gerado por fusão foi responsável por cerca de metade da dose gama registrada em 2011 no local do teste. A alta porcentagem de contribuição é em grande parte porque os dispositivos usavam principalmente reações de fusão em vez de fissão, de modo que a quantidade de precipitação de césio-137 emitindo gama era comparativamente baixa. A vegetação fotossintetizante existe ao redor do lago que se formou com a explosão.
Em 2015, uma página de um aparente projeto de torpedo nuclear russo vazou. O projeto foi intitulado "Sistema Multipropósito Oceânico Status-6", mais tarde recebeu o nome oficial de Poseidon. O documento afirmava que o torpedo criaria "amplas áreas de contaminação radioativa, tornando-as inutilizáveis para atividades militares, econômicas ou outras por muito tempo". Sua carga útil seria "muitas dezenas de megatons em rendimento". O jornal do governo russo Rossiiskaya Gazeta especulou que a ogiva seria uma bomba de cobalto. Não se sabe se o Status-6 é um projeto real ou se é desinformação russa. Em 2018, a Revisão Anual da Postura Nuclear do Pentágono afirmou que a Rússia está desenvolvendo o sistema "Status-6".

## Mecanismo
Uma bomba de cobalto pode ser feita colocando uma quantidade de metal de cobalto comum (59Co) ao redor de uma bomba termonuclear. Quando a bomba explodisse, os nêutrons produzidos pela reação de fusão no estágio secundário da explosão da bomba termonuclear transmutariam o cobalto em cobalto-60 radioativo, que seria vaporizado pela explosão. O cobalto então se condensaria e cairia de volta à Terra com a poeira e os detritos da explosão, contaminando o solo. O cobalto-60 depositado teria uma meia-vida de 5,27 anos, decaindo em 60Ni e emitindo dois raios gama com energias de 1,17 e 1,33 MeV. A meia-vida de 5,27 anos do 60Co é longa o suficiente para permitir que ele se estabilize antes que ocorra um decaimento significativo e para tornar impraticável esperar em abrigos para que ele se decomponha, mas curta o suficiente para produzir radiação intensa.

## Descontaminação
Pode ser possível descontaminar áreas relativamente pequenas contaminadas por uma bomba de cobalto com equipamentos como escavadeiras e tratores cobertos com vidro de chumbo. Ao remover a fina camada de precipitação radiotiva na superfície do solo e enterrá-la em uma vala profunda, além de isolá-la das fontes de água subterrânea, a dose de ar gama é cortada em ordens de magnitude. A descontaminação após o acidente de Goiânia no Brasil em 1987 e a possibilidade de uma "bomba suja" com Co-60, que tem semelhanças com o ambiente que se enfrentaria após a queda de uma bomba nuclear de cobalto se instalar, motivou a invenção de "Sequestration Coatings" e sorventes baratos de fase líquida para Co-60 que ajudariam ainda mais na descontaminação, incluindo a de água.